# ادوارد ششم
اِدواردِ ششم (به انگلیسی: Edward VI of England) (زادهٔ ۱۲ اکتبر ۱۵۳۷ در لندن - درگذشتهٔ ۶ ژوئیهٔ ۱۵۵۳ در گرینویچ واقع در جنوب شرقی لندن)، پسر هنری هشتم و جین سیمور بود وی از ۲۸ ژانویهٔ ۱۵۴۷ تا پایان عمر (شش سال) پادشاه انگلستان و ایرلند بود.
همان روزی که هنری هشتم در گذشت، بزرگان انگلستان تاج پادشاهی این کشور را بر سر پسر ۱۰ساله‌اش، ادوارد ششم، گذاشتند. در طول دوران زمامداری پادشاه نوجوان، ادارهٔ امور کشور در دست پارلمان انگلستان بود.
در تاریخ، از ادوارد ششم کمتر نام برده شده‌است. مادرش، جین سیمور، هفت روز پس از تولد ادوارد، بر اثر تب زایمان درگذشت. پس از ادوارد ششم به‌مدت نُه روز لیدی جین گری بر تخت سلطنت نشست، ولی نهایتاً ماری یکم به حکومت رسید.
ادوارد ششم یکی از شخصیت‌های اصلی (شاهزاده) در رمانِ شاهزاده و گدا اثر مارک توین است.